# Wilton (Wilton and Lower Wylye Valley)
Wilton é uma cidade do distrito de Wiltshire, no Condado de Wiltshire, na Inglaterra. Sua população é de 3.581 habitantes (2015). Wilton foi registrada no Domesday Book de 1086 como Wiltone/Wiltune.